# العلاقات الكويتية الميانمارية
العلاقات الكويتية الميانمارية هي العلاقات الثنائية التي تجمع بين الكويت وميانمار.

## مقارنة بين البلدين
هذه مقارنة عامة ومرجعية للدولتين:
| وجه المقارنة                                              | الكويت        | ميانمار          |
| --------------------------------------------------------- | ------------- | ---------------- |
| المساحة (كم2)                                             | 17.82 ألف     | 676.58 ألف       |
| عدد السكان (نسمة)                                         | 4.14 مليون    | 53.37 مليون      |
| الكثافة السكانية (ن./كم²)                                 | 232.32        | 78.88            |
| العاصمة                                                   | مدينة الكويت  | نايبيداو، يانغون |
| اللغة الرسمية                                             | اللغة العربية | اللغة البورمية   |
| العملة                                                    | دينار كويتي   | كيات ميانماري    |
| الناتج المحلي الإجمالي (بليون دولار)                      | 120.13 مليار  | 69.32 مليار      |
| الناتج المحلي الإجمالي (تعادل القوة الشرائية) بليون دولار | 290.53 مليار  | 282.95 مليار     |
| الناتج المحلي الإجمالي الاسمي للفرد دولار أمريكي          | 29.30 ألف     | 1.16 ألف         |
| الناتج المحلي الإجمالي للفرد دولار أمريكي                 | 73.25 ألف     |                  |
| مؤشر التنمية البشرية                                      | 0.816         | 0.536            |
| رمز المكالمات الدولي                                      | +965          | +95              |
| رمز الإنترنت                                              | .kw           | .mm              |
| المنطقة الزمنية                                           | ت ع م+03:00   | ت ع م+06:30      |

## منظمات دولية مشتركة
يشترك البلدان في عضوية مجموعة من المنظمات الدولية، منها:
| علم المنظمة | اسم المنظمة                        | تاريخ انضمام الكويت | تاريخ انضمام ميانمار |
| ----------- | ---------------------------------- | ------------------- | -------------------- |
|             | مؤسسة التنمية الدولية              | 13 سبتمبر 1962      | 5 نوفمبر 1962        |
|             | المنظمة الهيدروغرافية الدولية      | ?                   | ?                    |
|             | مؤسسة التمويل الدولية              | 13 سبتمبر 1962      | 3 ديسمبر 1956        |
|             | منظمة حظر الأسلحة الكيميائية       | ?                   | ?                    |
|             | يونسكو                             | 18 نوفمبر 1960      | 27 يونيو 1949        |
|             | الأمم المتحدة                      | 14 مايو 1963        | 19 أبريل 1948        |
|             | الاتحاد الدولي للاتصالات           | 14 أغسطس 1959       | 15 سبتمبر 1937       |
|             | منظمة الشرطة الجنائية الدولية      | ?                   | ?                    |
|             | البنك الدولي للإنشاء والتعمير      | 13 سبتمبر 1962      | 3 يناير 1952         |
|             | الاتحاد البريدي العالمي            | ?                   | ?                    |
|             | وكالة ضمان الاستثمار متعدد الأطراف | 12 أبريل 1988       | 16 ديسمبر 2013       |
|             | منظمة التجارة العالمية             | ?                   | ?                    |

## وصلات خارجية
- موقع وزارة الخارجية الكويتية
- موقع وزارة الخارجية الميانمارية